# Third Party Management
Der Begriff des Third-Party-Managements (TPM) stammt aus dem Bereich des Beschaffungs- bzw. Lieferantenmanagements. Er beschreibt das Bündeln mehrerer externer Lieferanten durch einen spezialisierten Dienstleister.

## Aufgaben
Der zwischengeschaltete Third-Party-Management-Dienstleister übernimmt: 
- Vertragswesen und -Verhandlung
- Kommunikation mit den externen Dienstleistern
- Auswahl neuer Dienstleister
- Überwachung der SLAs (Service Level Agreements) und KPIs (Key Performance Indicators)
- Reporting gegenüber dem Dienstleistungsempfänger

## Ziele
Ziel des Einsatzes von Third-Party-Management ist der Abbau administrativer Prozesse, die transparente und einheitliche Gestaltung von Prozessen und Kommunikation sowie eine Kostenreduzierung durch Nachverhandlung bzw. Lieferantenkonsolidierung. Für den TPM-Auftraggeber werden Ressourcen im Einkauf und den Fachabteilungen frei. Weiterhin werden rechtliche Risiken der Vertragsbeziehung auf den Third-Party-Management-Dienstleister ausgelagert.
Vorrangiges Einsatzgebiet von Third Party Management ist der IT-Dienstleistungsbereich.

## Third Party Management im IT-Bereich
Eine hohe Anzahl externer Dienstleister und Freelancer sind fester Bestandteil komplexer IT-Projekte. Es entsteht ein hoher Aufwand in den Einkaufsabteilungen für die Verwaltung einer Vielzahl an Geschäftsbeziehungen und Einzelverträgen. Third-Party-Management-Dienstleistungen versprechen hier Entlastung und verzeichnen dadurch derzeit eine erhöhte Nachfrage im IT-Bereich.

## Ablauf
Entschließt sich ein Unternehmen dazu, einen TPM-Dienstleister zu beauftragen, läuft die Übernahme der Lieferantenbeziehungen in folgenden Schritten ab:
1. Gemeinsame Erstellung einer Zieldefinition (Was soll mit dem Einsatz von TPM erreicht werden?)
  1. Kostenreduzierung
  2. Lieferantenabbau
  3. Qualitätssteigerung
  4. Vereinheitlichung von Prozessen und Kommunikationswegen
  5. Erhöhung der Rechtssicherheit
2. Bestimmung des Ist-Zustands
  1. Erstellen einer Lieferanten- und Projektübersicht
  2. Analyse der einzelnen Lieferanten
  3. Kosten- und Prozessanalyse
3. Festlegen des Soll-Zustands und des Projektplans
  1. Erstellen des Lasten- und Pflichtenheftes
  2. Festlegen der Servicelevel und Key Performance Indicator
  3. Erstellen des Projektplans und festlegen der Eskalationsstufen
4. Vertragsübergang
  1. Übernahme der Verträge durch den TPM-Dienstleister
  2. Evtl. Nachverhandlungen oder Konsolidierungen
5. Umsetzungsphase
  1. Implementieren der neuen Prozesse
  2. Überwachen der SLAs und KPIs
  3. Regelmäßige Kommunikation mit den externen Dienstleistern
  4. Identifizieren von neuen Dienstleistern und Angebotseinholung

## Vorteile
Die Ziele des TPM zeigen bereits generell Vorteile für die Unternehmen auf. Darüber hinaus bieten TPM-Dienstleister einen in den meisten Fällen umfassenden Pool bzw. ein bestehendes Netzwerk mit externen Dienstleistern und Spezialisten. Dies verkürzt Reaktions- und Besetzungszeiten bei neuen Projektvorhaben und bindet unternehmensintern weniger Ressourcen für Recherche und Auswahl. Bei einer eventuellen Fehlauswahl bzw. einem Ausfall eines Dienstleisters aus dem Pool haftet der TPM-Dienstleister und trägt damit auch die Verantwortung zur schnellen Nachbesetzung. Bei der Suche nach einzelnen Spezialisten (Freelancern) haben TPM-Dienstleister den Vorteil, dass sich Freelancer oft direkt bei ihnen melden. TPM-Dienstleister bieten auch Freelancern den Vorteil, ihnen Arbeit abzunehmen. So reduzieren sich für Freelancer die Akquisezeiten von neuen Projekten sowie der administrative Aufwand der Geschäftsbeziehung.

## Kritik
Die Auslagerung von Geschäftsbeziehungen birgt auch Risiken. Im Fall von Third Party Management besteht keine direkte Kommunikation mehr zwischen dem auftraggebenden Unternehmen und den externen Dienstleistern bzw. Freelancern. Was der Einkauf oft als Vorteil betrachtet (Ressourcen schonen), wird von den Fachabteilungen als Nachteil bewertet (Fach-Know-how wird ausgelagert). Hier ist es wichtig herauszustellen, dass die fachliche Kommunikation weiter über die Fachabteilungen läuft – lediglich die operativen Tätigkeiten der Abwicklung entfallen. Die Auswahl des TPM-Dienstleisters benötigt besondere Sorgfalt, da die Implementierung eines Third Party Managements in der Anfangsphase aufwändig ist und nur mit ähnlich hohem Aufwand wieder rückgängig gemacht werden kann. Unternehmen sollten daher Partner auswählen, an die sich auch generell strategisch binden möchten.